# Bočský potok
Bočský potok (rovněž Rumelův potok) je horský vodní tok, levostranný přítok Ohře v Krušných a Doupovských horách v okrese Chomutov a okrese Karlovy Vary v Ústeckém a Karlovarském kraji. Délka toku měří 8,6 km. Plocha jeho povodí je 14,64 km².

## Průběh toku
Potok pramení v Krušných horách v nadmořské výšce okolo 1030 metrů na východním svahu Meluzíny (1097 m). Potok teče nejprve východním směrem po severním svahu Křížové hory, kde přibírá mnoho drobných bezejmenných potůčků. V údolí pod západním svahem vrchu Obora (865 m) asi 1 km jižně od Vykmanova opouští okres Chomutov a přitéká do okresu Karlovy Vary. Směr toku se mění na jihovýchodní až jižní. Krátce teče při hranici Ústeckého a Karlovarského kraje. Severně od Boči přitéká k okraji přírodního parku Stráž nad Ohří a krátce teče při jeho hranici. To již opouští Krušné hory a poslední kilometr již teče v Doupovských horách.
V Boči se pod mostem přes Ohři do této řeky vlévá jako její levostranný přítok na jejím 132,9 říčním kilometru.